# William Tierney Clark
Pour les articles homonymes, voir William Clark (homonymie) et Clark.
William Tierney Clark est un ingénieur civil anglais spécialisé dans la conception et la construction de ponts. Il est l'un des premiers concepteur de ponts suspendus né à Bristol le 23 août 1783, et mort à Waterworks House, Hammersmith le 22 septembre 1852 .

## Biographie
On lui doit notamment le Marlow Bridge à Marlow, le premier Hammersmith Bridge (1827; premier pont suspendu de la Tamise, remplacé en 1887 par le pont actuel) à Londres-Ouest en Angleterre et le Pont à chaînes qui enjambe le Danube à Budapest en Hongrie.

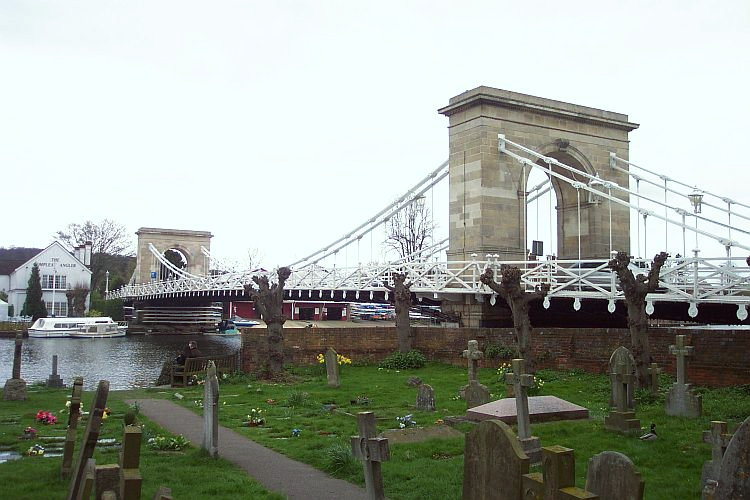
Marlow Bridge (Tamise)
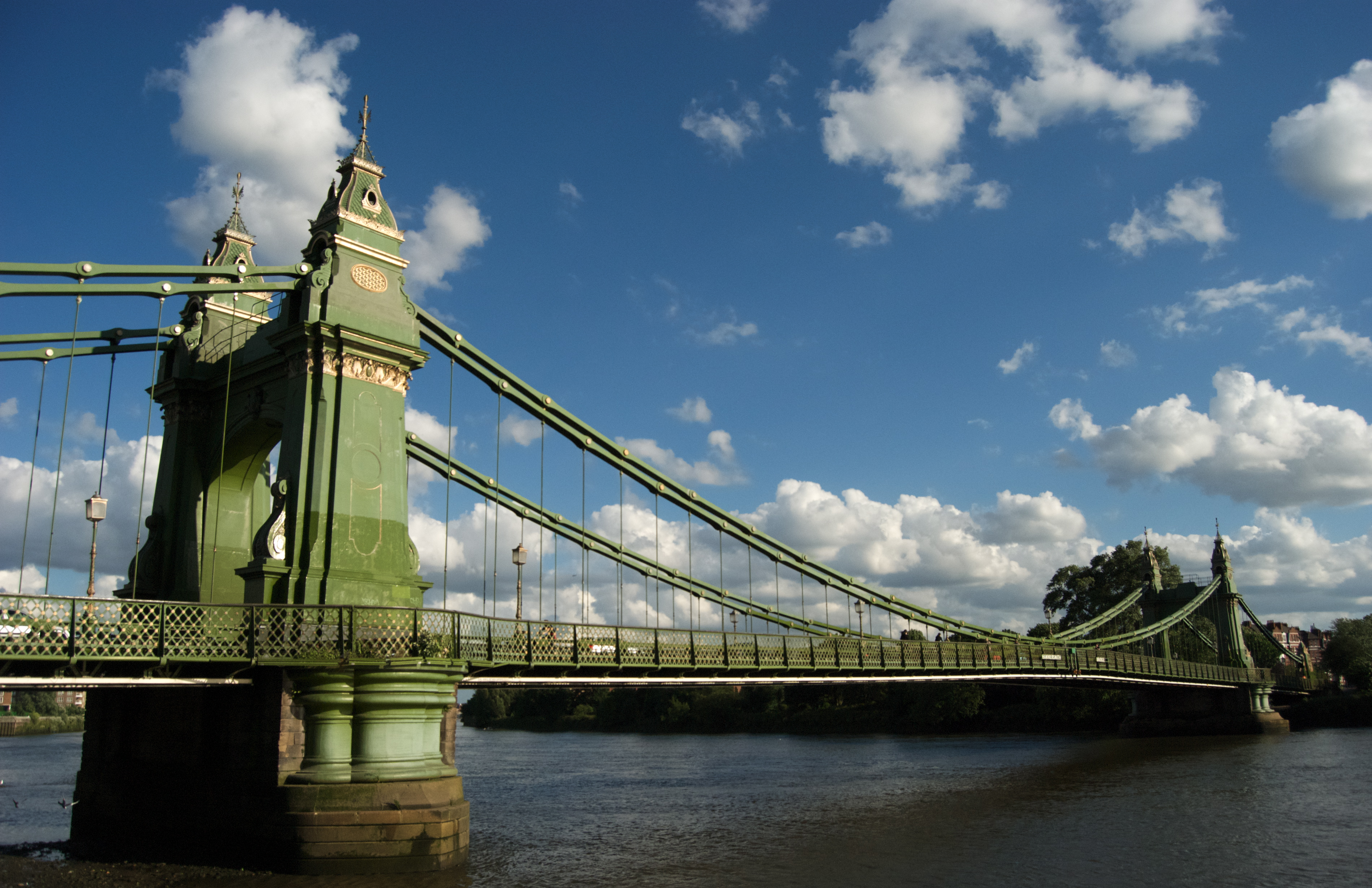
Nouveau Hammersmith Bridge, qui remplaça celui de Clark en 1887, (Londres-Ouest)
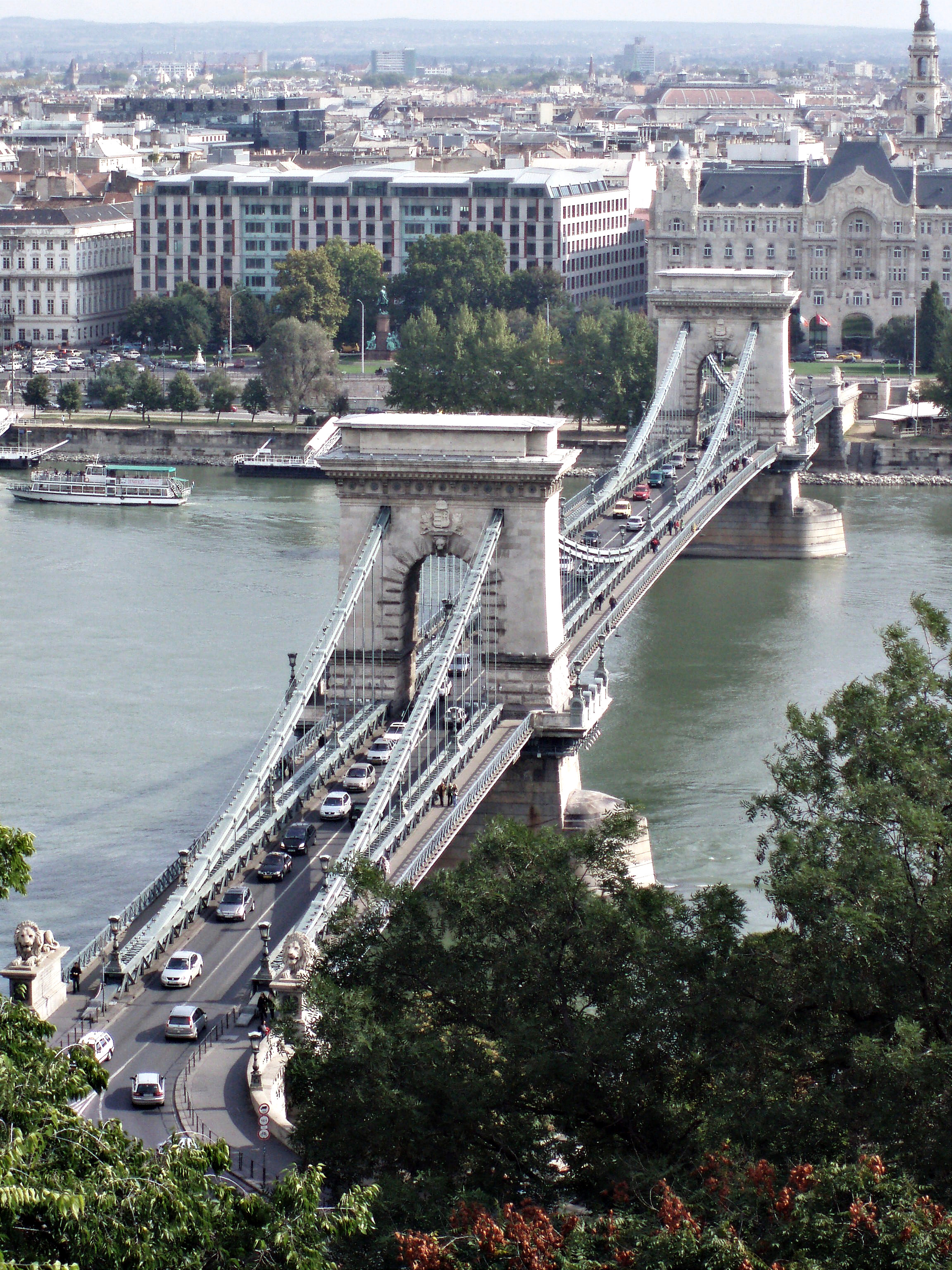
Pont à chaînes Széchenyi, 1849 (Budapest)